# Evangeliumskirche (Gütersloh)

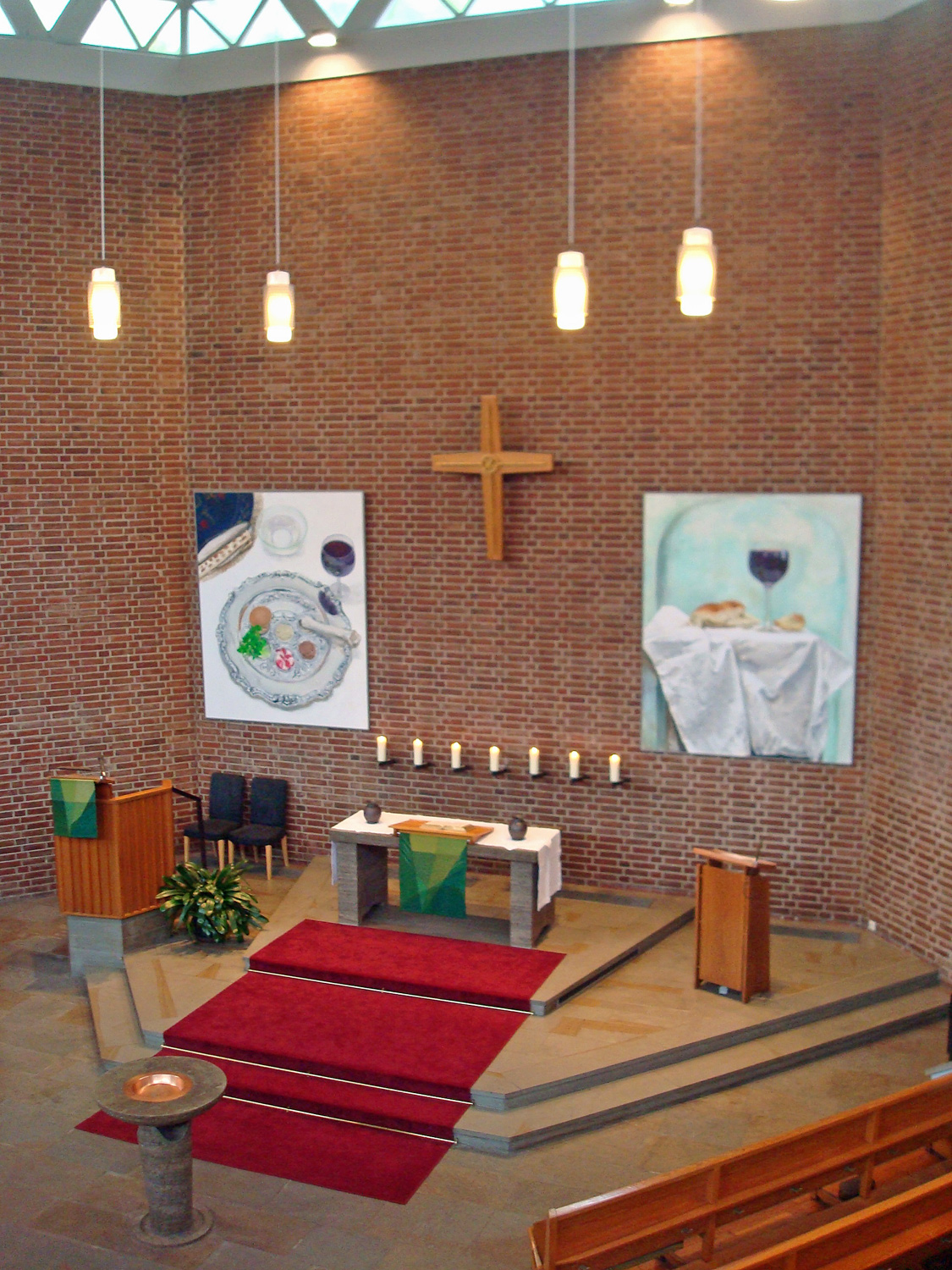
Altar, Kanzel und Taufstein

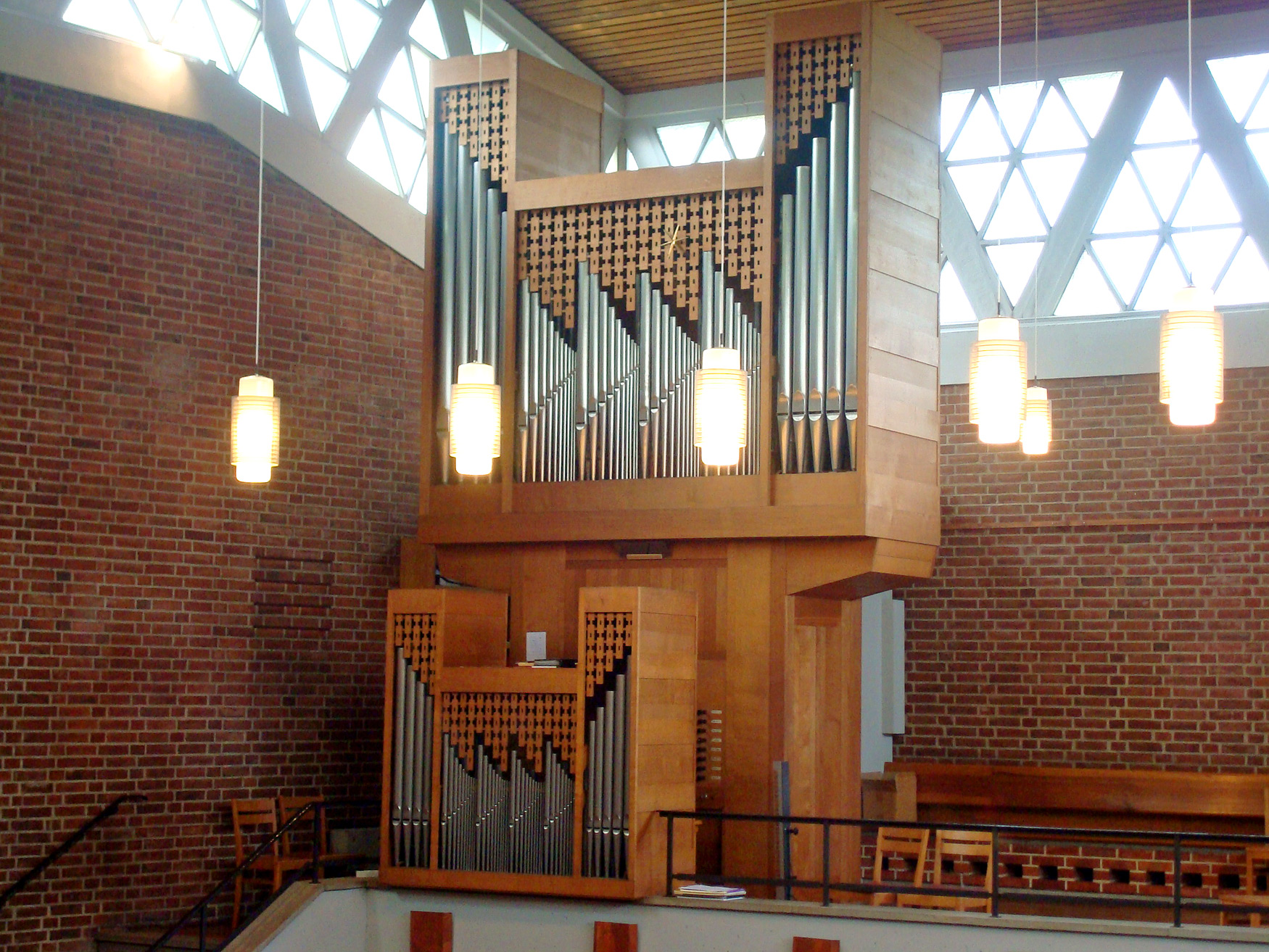
Orgel der Evangeliumskirche

Die Evangeliumskirche ist eine Kirche in der ostwestfälischen Kreisstadt Gütersloh. Sie gehört zusammen mit der Kirche Zum guten Hirten zur Region Nord der Evangelischen Kirchengemeinde Gütersloh, die dem Kirchenkreis Gütersloh der Evangelischen Kirche von Westfalen angehört.

## Baugeschichte und Architektur
Die Evangeliumskirche wurde zwischen 1958 und 1960 nach einem Entwurf des Gütersloher Architekten Hans Tödtmann erbaut. Sie besteht aus dem Kirchengebäude und einem freistehenden Glockenturm nordöstlich davon.
Der Backstein-Zentralbau hat einen unregelmäßig sechseckigen Grundriss. Auf dem Zeltdach befindet sich eine Laterne. An der Nordseite ist ein Eingangsvorbau mit drei Portalen vorgelagert. Als Besonderheit besitzt die Kirche auf der Rückseite eine Außenkanzel.
Der 41 Meter hohe Glockenturm ist fünfgeschossig mit rechteckigem Grundriss und quadratischen Schallöffnungen zu allen vier Seiten.
Die Kirche wurde 1998 unter Denkmalschutz gestellt und unter der Denkmalnummer A 221 in die Liste der Baudenkmäler in Gütersloh eingetragen.

## Ausstattung
Ein Bronze-Kruzifix stammt von Herbert Volwahsen. Vier Betonglasfenster, die Themen der Apostelgeschichte zeigen, wurden von Woldemar Winkler bemalt.

## Orgel
Die Orgel wurde 1968 bei Ahrend & Brunzema in Leer-Loga gebaut. Das Instrument orientiert sich an norddeutschen bzw. niederländischen Orgeln und hat 20 Register auf zwei Manualen und Pedal, und als Effektregister einen Zimbelstern. Die Orgel ist mit einem Tremulanten ausgestattet, der auf das ganze Werk wirkt. Die Koppeln sind als Handzüge bedienbar.
| I Rückpositiv C–f3 |                 |       |
| 1.                 | Gedackt         | 8′    |
| 2.                 | Praestant       | 4′    |
| 3.                 | Rohrflöte       | 4′    |
| 4.                 | Gemshorn        | 2′    |
| 5.                 | Sesquialtera II | 2 ⁄3′ |
| 6.                 | Scharff II-III  |       |
| 7.                 | Krummhorn       | 8′    |

| II Hauptwerk C–f3 |              |    |
| 8.                | Praestant    | 8′ |
| 9.                | Hohlflöte    | 8′ |
| 10.               | Oktave       | 4′ |
| 11.               | Gedacktflöte | 4′ |
| 12.               | Oktave       | 2′ |
| 13.               | Mixtur IV    |    |
| 14.               | Trompete     | 8′ |

| Pedal C–f1 |          |     |
| 15.        | Subbass  | 16′ |
| 16.        | Oktave   | 8′  |
| 17.        | Oktave   | 4′  |
| 18.        | Flöte    | 2′  |
| 19.        | Fagott   | 16′ |
| 20.        | Trompete | 8′  |